# Sara Holmgaard
Sara Holmgaard (født 28. januar 1999 i Bording, Danmark) er en dansk fodboldspiller, der spiller for midtbane Real Madrid i Liga F og Danmarks kvindefodboldlandshold.
Hun skiftede i december 2020 til den tyske topklub 1. FFC Turbine Potsdam, sammen med hendes tvillingesøster Karen Holmgaard. I 2022 skiftede søstrene også til engelske Everton F.C., hvor hun spillede frem til sommeren 2025 inden skiftet til den spanske topklub Real Madrid.
Hun blev i juni 2022 udtaget til A-landstræner Lars Søndergaards endelige trup ved EM i fodbold for kvinder 2022 i England.

## Privatliv
Hun er tvillingesøster og klubkammerat med Karen Holmgaard. De to søstre gik samtidigt på Vejle Idrætsefterskole, fra 2014 til 2016.

## Meritter

### Fortuna Hjørring
- Elitedivisionen 
  - Guld (1) : 2017-18
  - Sølv (1) : 2018-19
- Sydbank Pokalen 
  - Guld (1) : 2019